# Darlingtonská jaderná elektrárna

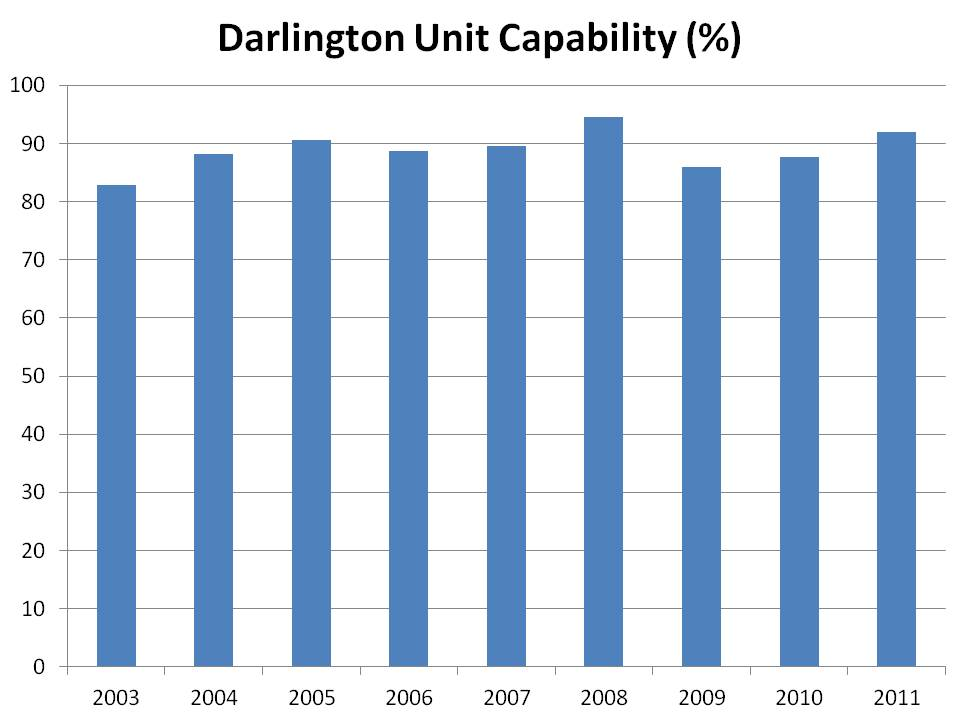
Koeficient využití jednotlivých bloků od roku 2003

Darlingtonská jaderná elektrárna (anglicky Darlington Nuclear Generating Station) je provozní jadernou elektrárnou v Kanadě. Nachází na severním břehu jezera Ontario v Claringtonu. Název jaderné elektrárny pochází z dřívějšího názvu osady, ve které se nachází. Skládá se ze čtyř těžkovodních jaderných reaktorů typu CANDU. Jaderná elektrárna zajišťuje přibližně 20 % potřeby elektřiny v provincii Ontario. Celkový hrubý výkon elektrárny činí 3736 MW. Elektrárnu do 31. března 1999 vlastnila a provozovala společnost Ontario Hydro, ale 1. dubna 1999 je vlastník a provozovatel Ontario Power Generation na základě předchozí domluvy a převedení licencí.

## Historie a technické informace

### Počátky
V roce 1971 doporučila Onlario Hydro Power Commission postavit čtyři nové elektrárny. Kromě rozšíření stávajících jaderných elektráren v Pickeringu a Bruce o čtyři bloky byla oznámena výstavba nové ropné elektrárny u Westleyville a také výstavba nové jaderné elektrárny poblíž Bowmanville se čtyřmi bloky v provincii Ontario. V polovině roku 1973 Ontario Hydro oficiálně oznámilo, že postaví jadernou elektrárnu Bowmanville. Svůj současný název Darlington získala elektrárna až v srpnu 1974.
Původně v 70. letech bylo plánováno postavit v podstatě dvě jaderné elektrárny; Darlington A a Darlington B, každá o čtyřech reaktorech. Realizace se však dočkala pouze elektrárna Darlington A. V té době byly náklady na výstavbu elektrárny se čtyřmi bloky odhadovány na 4,5 miliardy amerických dolarů. (odpovídá 27 miliardám amerických dolarů v roce 2021) a stavba měla začít v roce 1979. Oficiálním souhlasem vlády ze dne 18. dubna 1977 a podepsání první smlouvy na výstavbu 8. června 1978 byl projekt plně zahájen.

### Výstavba
Výstavba jaderné elektrárny Darlington byla zahájena v roce 1981. Jako první začal být paradoxně budován druhý blok, jehož výstavba začala 1. září 1981. První blok následoval dne 1. dubna 1982. Blok 3 zahájil výstavbu 1. září 1984 a poslední čtvrtý 1. července 1985. V roce 1983 výstavba trpěla nedostatkem dělníků a personálu, proto společnost Ontario Hydro oznámila, že projekt bude zpožděn. Dokončení druhého bloku jakožto prvního bloku, který měl být uveden do provozu bylo tehdy plánováno na rok 1988 s celkovým rozpočtem 10,9 miliard dolarů. Výstavba prvního a druhého bloku pokračovala s pauzami zejména na začátku 80. let, kdežto třetí a čtvrtý blok probíhal víceméně bez přestávky.

### Uvedení do provozu
2. blok byl připojen k síti 15. ledna 1990 a vstoupil do komerčního provozu 9. října 1990, 1. blok byl k síti přifázován 19. prosince 1990 a komerční provoz nastal. 14. listopadu 1992. Poslední dva bloky se stavěly kratší dobu a proto byl 3. blok do sítě připojen již 12. června 1993 a uveden do provozu 14. února 1993 a 4. blok krátce poté s připojením do rozvodné sítě 17. dubna 1993 a zahájením komerčního provozu 14. června 1993. Konečná cena elektrárny činila 14,4 miliardy amerických dolarů.

## Informace o reaktorech
| Reaktor      | Typ reaktoru | Výkon  | Výkon  | Zahájení výstavby | Připojení k síti | Uvedení do provozu | Uzavření |
| Reaktor      | Typ reaktoru | Čistý  | Hrubý  | Zahájení výstavby | Připojení k síti | Uvedení do provozu | Uzavření |
| ------------ | ------------ | ------ | ------ | ----------------- | ---------------- | ------------------ | -------- |
| Darlington-1 | CANDU 850    | 878 MW | 934 MW | 1. 4. 1982        | 19. 12. 1990     | 14. 11. 1992       |          |
| Darlington-2 | CANDU 850    | 878 MW | 934 MW | 1. 9. 1981        | 15. 1. 1990      | 9. 10. 1990        |          |
| Darlington-3 | CANDU 850    | 878 MW | 934 MW | 1. 9. 1984        | 12. 7. 1992      | 14. 2. 1993        |          |
| Darlington-4 | CANDU 850    | 878 MW | 934 MW | 1. 7. 1985        | 17. 4. 1993      | 14. 6. 1993        |          |